# Nationale Vergadering (Bataafse Republiek)
De Nationale Vergadering was het eerste parlement van de Bataafse Republiek en bestond van 1 maart 1796 tot 22 januari 1798, totdat een staatsgreep van nota bene leden van de Nationale Vergadering er een eind aan maakte. Het was het eerste - via algemene, landelijke verkiezingen - democratisch gekozen parlement uit de Nederlandse geschiedenis.

## Zittingsperioden
De leden werden gekozen voor een periode van achttien maanden. De eerste zittingsperiode was van 1 maart tot 31 augustus 1797 en de tweede van 31 augustus 1797 tot 22 januari 1798, toen een coup d'état een einde maakte aan het eerste democratisch gekozen parlement op Nederlandse bodem. De twee zittingsperioden staan in de literatuur bekend als de eerste en de tweede Nationale Vergadering.

## Leden
De Nationale Vergadering had 126 leden. Die bestond volgens het reglement uit de afgevaardigden van de volgende gewesten: Holland (55), Gelderland (15), Brabant (14), Friesland (11), Overijssel (9), Stad en Lande, het latere Groningen (8), Utrecht (6), Zeeland (5) en Drenthe (3).

## Voorzitter
De parlementsvoorzitter werd gekozen voor een aaneengesloten periode van twee weken. Er was met opzet gekozen voor een korte voorzittersperiode, omdat de afgevaardigden anders bang waren voor machtsmisbruik. Dezelfde voorzitter kon wel herkozen worden, maar niet bij een direct daarop volgende herkiezing. De aanspreektitel van de voorzitter was die van 'president'. Hij was niet alleen parlementsvoorzitter, maar feitelijk ook premier én staatshoofd. De eerste officiële zitting was op 1 maart 1796, maar een dag eerder werd Pieter Paulus al door 61 aanwezige leden tot provisioneel voorzitter gekozen. De eerste woorden die in de Nationale Vergadering werden uitgesproken, waren die van Paulus: "Ik verklaar, in naam van het Volk van Nederland, het welk Wij hier vertegenwoordigen, deze vergadering te zyn het Representerend Ligchaam van het Volk van Nederland."

## Politieke stromingen
Er waren geen politieke partijen. Iedereen was op persoonlijke titel lid. Toch waren er enkele herkenbare politieke stromingen. Zo waren er de unitariërs, die voor een centraal geleide eenheidsstaat waren, en de federalisten, die ook aan de gewesten macht wilden toekennen. De democraten waren vooral unitariërs en federalisten waren vooral onder de aristocraten te vinden. Aristocratische opvattingen werden gedeeld door ongeveer een kwart van de afgevaardigden. Een even grote groep was 'radicaal'; daar zaten zowel democraten bij als unitariërs. De 'grote helft' werd gevormd door de zogenaamde 'moderaten'. De naam suggereert dat ze een eenheid vormden en een overtuiging hadden, maar in werkelijkheid vormden ze geen politieke groepering, noch hadden ze als individueel lid een echt eigen programma en dat maakte dat de uitkomst van een stemming niet te voorspellen was. Dwars door alle groeperingen liep de strijd tussen de afgevaardigden uit de economisch machtigste gewesten Holland en Zeeland tegen alle andere.

## Stemrecht
Alleen volwassen mannen die niet in militaire dienst waren en niet van de bedeling leefden, mochten stemmen voor een Nationale Vergadering. Dat gebeurde via zogenaamde ‘grondvergaderingen’. Elke 15.000 inwoners had er een. Op elke grondvergadering werd één zogenaamde 'kiezer', ofwel kiesman, gekozen. Vrouwen konden niet gekozen worden. Per dertig kiesmannen werd één afgevaardigde gekozen. Er zijn voor de Nationale Vergadering twee keer algemene verkiezingen gehouden. Potentiële stemmers dienden zich in te schrijven en om te mogen stemmen moesten ze een verklaring ondertekenen tegen de aristocratie en tegen het stadhouderschap. Buitenlanders waren uitgesloten van stemrecht.

## Macht
Er was nog geen echte scheiding tussen wetgevend orgaan en uitvoerende macht en de Nationale Vergadering vertegenwoordigde beide. Belangrijkste taak was het ontwerpen van de eerste grondwet uit de Nederlandse geschiedenis. Een commissie van 21 leden, bestaande uit afgevaardigden van de Nationale Vergadering, moest conform het reglement een ontwerp-grondwet opstellen. De commissie kende geen vaste voorzitter. Bij afspraak was bepaald dat die commissie als volgt samengesteld was: Holland (6), Drenthe (1) en twee afgevaardigden uit elk ander gewest. De meeste leden van de eerste commissie waren in meer of mindere mate federalistisch, vier leden konden beschouwd worden als radicale democraten. De commissie werd opgesplitst in 25 subcommissies. De Nationale Vergadering moest het ontwerp goed of afkeuren, bij goedkeuring zou het vervolgens ter stemming voorgelegd moeten worden aan het volk.
Daarnaast konden verzoeken van groepen en individuele burgers in behandeling worden genomen. De Nationale Vergadering kon ook algemene belastingen invoeren, maar een dergelijk besluit diende dan wel unaniem door de gewestelijke besturen geautoriseerd te worden. Verder kon het ook gratie verlenen aan gevangenen.

## Werkwijze
De vergaderingen begonnen om tien uur 's morgens. De vorige voorzitter begon dan met het afhandelen van de lopende zaken. De voorzitter hield dan tot ongeveer elf uur audiëntie. Daarna begon de behandeling van de ontwerp-grondwet. Afgesproken werd dat daarover dagelijks niet meer dan vier uur vergaderd mocht worden. Regelmatig werd er ook 's avonds vergaderd, ook op zaterdag en zo nodig op zondag.
Er was geen quorumreglement. Dat leidde er toe dat vaak veel leden absent waren. Er werd een commissie ingesteld om te bezien hoe dit op te lossen, maar die kwam nooit met een advies.
Van alles wat uitgesproken werd, werd een Dagverhaal samengesteld, dat uitgegeven werd door de Haagse boekverkoper en drukker Van Schelle en Comp. De meeste leden verstrekten hiervoor hun op papier voorbereide toespraken. Ook diverse missiven en rapporten van comités en commissies kregen er een plek in. Het Dagverhaal was in het hele land bij boekhandelaren te koop.

## Vergaderruimte
Paulus en de zijnen die zich met de voorbereidingswerkzaamheden bezig hielden, hadden bepaald dat bij een nieuwe parlementsvorm ook een nieuwe vergaderzaal hoorde. Hiervoor werd in het Binnenhof, in ’s-Gravenhage, de balzaal van de naar Engeland gevluchte stadhouder Willem V van Oranje-Nassau in gebruik genomen. Het was een zaal die nog amper voor zijn oorspronkelijke doeleinden gebruikt was. De plenaire vergaderingen waren openbaar, doch er waren ook besloten vergaderingen in aparte, kleinere ruimtes.
De plenaire vergaderruimte bezat meerdere tribunes. Twee waren bestemd voor het corps diplomatique en twee andere waren voor de afgevaardigden van het plaatselijk bestuur van ’s-Gravenhage, de leden van de zogenaamde comités van bestuur en voor de voorzitters van de provinciale besturen. Voor het volk waren er ook tribunes, waarbij getracht werd om de zitplaatsen gelijk te verdelen over mannen en vrouwen. Er was ook een perstribune met enkele zitplaatsen voor medewerkers van Van Schelle en Comp., evenals een voor een correspondent van de Franstalige pers. De akoestiek in de zaal was erg slecht.

## Belangrijke besluiten
Tot de belangrijkste besluiten behoorde het indienen van een ontwerp-grondwet. Staatkundig van groot belang was een decreet over een eenheidsstaat. Op 2 december 1796 legde de Vergadering daarover vast: "dat het plan van Constitutie het welk den volke van Nederland zal aangeboden worden, gegrondvest zal zijn op de volstrekte één en ondeelbaarheid, zo met betrekking naar buiten als van binnen, onder een en hetzelfde Opperbestuur". Eerder, op 5 augustus 1796, stemde de Vergadering al voor een scheiding van kerk en staat, die ook in de grondwet werd opgenomen. Op 20 januari 1797 werd met 60 tegen 45 stemmen besloten om de gewestelijke schulden, uit de tijd van de Republiek der Zeven Verenigde Nederlanden, bij elkaar op te tellen en gelijkelijk te verdelen. De gewesten, die dit besluit moesten autoriseren, wimpelden het echter in meerderheid af.

## Staatsgreep van 22 januari 1798
De ontwerp-grondwet werd op 8 augustus 1797 ter stemming aan het volk aangeboden en werd verworpen met ongeveer 80% van de stemmen. Na de algemene verkiezingen voor een nieuwe lichting leden van de Nationale Vergadering, op 1 augustus 1797, werd in september dat jaar opnieuw een constitutie-commissie van 21 leden aangesteld. Deze ging naar de mening van diverse leden van de Nationale Vergadering niet voortvarend genoeg te werk. Om daar drastische verandering in te brengen pleegden een aantal leden van de Nationale Vergadering, gesteund daarin door het Franse Directoire en daarmee met Franse troepen, op 22 januari 1798 een staatsgreep. Daarmee kwam aan het voortbestaan van de Nationale Vergadering een abrupt einde. De Nationale Vergadering werd vervangen door de Constituerende Vergadering. Tegelijkertijd werd naar Frans model een Uitvoerend Bewind opgericht, voorlopig nog 'provisioneel' en waarin een handvol volksvertegenwoordigers zitting kreeg. De unitariërs hadden daarmee de strijd beslecht.